# Покров-17
«Покров-17» — роман российского писателя Александра Пелевина, вышедший в 2020 году и принёсший автору победу в литературной премии «Национальный бестселлер». В ноябре 2020 года роман вошел в список «Выбор шеф-редактора» на сайте ГодЛитературы.РФ.

## Сюжет
Действие романа разворачивается осенью 1993 года. Московский журналист и писатель Андрей Тихонов по редакционному заданию приезжает в закрытый город в Калужской области — Покров-17. Придя в сознание в своей машине, Тихонов обнаруживает, что рядом с ним находится труп майора милиции, а сам он ничего не помнит о прошедших сутках. Дальнейшее развитие сюжета — попытка главного героя разобраться в этой истории, в действительности Покрова-17 — и в своей роли во всём этом.

## Критика
«… главное достоинство „Покрова-17“ все же состоит в том, что в первую очередь это хорошо придуманная и умело выстроенная книга, читать которую захватывающе интересно с самого начала и до самого конца …», — Галина Юзефович.
«… через игру со штампами массовой культуры он приводит зрителя к катарсису — к мысли, что есть измерение духа, где все мы вместе. … Через детектив и экшн, зомби и людей на паучьих ногах действие стремительно движется к финалу, чтобы в итоге выйти к разговору об ответственности и смерти», — Анна Жучкова.